# Haplopogon
Haplopogon is een vliegengeslacht uit de familie van de roofvliegen (Asilidae).

## Soorten
- H. bullatus (Bromley, 1934)
- H. dicksoni Wilcox, 1966
- H. erinus Pritchard, 1941
- H. latus (Coquillett, 1904)
- H. nudus Engel, 1930
- H. parkeri Wilcox, 1966
- H. triangulatus Martin, 1955
- H. utahensis Wilcox, 1966